# 姊妹共和国
姊妹共和国（法語：république sœur，發音：[ʁepyblik sœʁ] ⓘ），又译姐妹共和国，是指在法国大革命战争期间由法国军队或当地革命者建立并得到法兰西第一共和国协助的共和国。这些共和国虽然名义上独立，但严重依赖法国的保护，使它们更像自治领土而不是独立国家。在法兰西帝国宣告成立后，这一点变得尤为明显：数个国家被吞并，其余的国家变成了由波拿巴家族成员统治的君主国。